# De sju dödssynderna (film)
De sju dödssynderna är en filmsvit av Richard Hobert där var och en av de sju filmerna bygger på en av de sju dödssynderna.
I serien ingår:
- 1993 – Glädjekällan
- 1994 – Händerna
- 1995 – Höst i paradiset
- 1997 – Spring för livet
- 1998 – Ögat
- 1999 – Där regnbågen slutar
- 2000 – Födelsedagen

Filmerna är baserade på följande dödssynder:
- Glädjekällan - Vrede
- Händerna - Girighet
- Höst i paradiset - Lust
- Spring för livet - Likgiltighet
- Ögat - Avund
- Där regnbågen slutar - Frosseri
- Födelsedagen - Högmod